# Coupe Jules Rimet
Coupe Jules Rimet (även Jules Rimet Cup eller Jules Rimet-trofén) var den första vinnarpokalen i världsmästerskapet i fotboll. Den hade namn efter initiativtagaren till VM, fransmannen Jules Rimet. Det bestämdes att det första land som vann VM tre gånger skulle få behålla pokalen.

## Historik

### Coupe Jules Rimet
Pokalen har levt ett händelserikt liv. Under andra världskriget hölls den gömd i en skokartong hos den italienske vicepresidenten i FIFA Dr. Ottorino Barassi i Rom eftersom Italien då var regerande världsmästare och därmed också beskyddare av pokalen tills nästa VM. 
Inför VM 1966 i England stals den från en utställning men hittades sju dagar senare under en häck av hunden Pickles. 
1970 blev Brasilien mästare för tredje gången och fick behålla pokalen. På en utställning samma år i Rio de Janeiro blev pokalen stulen, och den har aldrig återfunnits. Pokalen, som var tillverkad av guldöverdraget silver, vägde 3,8 kg och var 35 cm hög. Enligt brasiliansk polis hade tjuvarna sannolikt smält ned den. 1984 tillverkades en kopia som numera finns hos brasilianska fotbollsförbundet.

### FIFA World Cup
Från och med VM 1974 i Västtyskland används en pokal benämnd FIFA World Cup. Den är inte avsedd att hamna hos ett enda land utan är ständigt vandrande. Varje segrarnation erhåller dock en mindre kopia av pokalen. Vad som kommer att hända med pokalen efter VM 2038, då det inte längre finns plats för att gravera segrarnationens namn på pokalen, är ännu ej bestämt. 

## Vinnare
Coupe Jules Rimet
- Brasilien - 1958, 1962, 1970
- Uruguay - 1930, 1950
- Italien - 1934, 1938
- Västtyskland - 1954
- England - 1966

FIFA World Cup
- Tyskland - 1974, 1990, 2014
- Argentina - 1978, 1986, 2022
- Brasilien - 1994, 2002
- Italien - 1982, 2006
- Frankrike - 1998, 2018
- Spanien - 2010